# Mittelshof

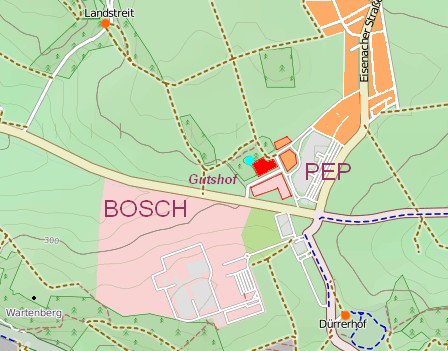
Übersichtsplan zum Mittelshof

Mittelshof ist eine Siedlung und ehemaliger Gutshof im Stadtteil Hötzelsroda der Stadt Eisenach im Wartburgkreis in Thüringen.

## Lage
Der Mittelshof befindet sich drei Kilometer (Luftlinie) nordöstlich vom Eisenacher Stadtzentrum. Die geographische Höhe des Ortes beträgt 300 m ü. NN. Im Umkreis von rund einem Kilometer befinden sich die einstigen Höfe Landstreit, Dürrerhof und die Wüstung Frohnishof. Große Teile der einst landwirtschaftlich genutzten Flur von Mittelshof sind inzwischen in Industrie- und Gewerbegebiete, Verkehrsbauten und Wohnsiedlungen umgewandelt worden.
Vom Mittelshof aus bestehen direkte Straßenverbindungen zu den Stadtteilen Stregda (2 km im Westen), Stockhausen (2 km im Osten), Hötzelsroda (angrenzend im Norden) und zur Kernstadt Eisenach (2 km im Süden). Die nächste Autobahnabfahrt Eisenach Ost befindet sich bei Großenlupnitz an der Bundesautobahn 4.
Die Bushaltestelle des Eisenacher Stadtverkehrs am Einkaufszentrum PEP dient auch den Einwohnern der Siedlung Mittelshof.

## Geschichte

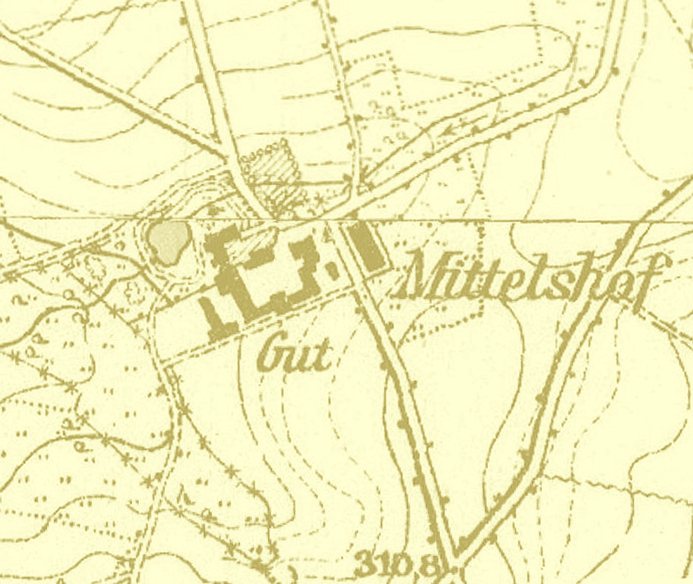
Der Gutshof Mittelshof in der Blütezeit (um 1880)

Die Ersterwähnung von Mittelhof (auch Metzelsroda genannt) fand im Jahre 1542 statt, der Siedlungsname deutet die tatsächliche Entstehungszeit des Ortes Metzelsroda an, demnach gehört auch Metzelsroda mit den Nachbarorten Hötzelsroda, Berteroda, Bolleroda und Ütteroda zur Gruppe von Rodungsorten, die im Spätmittelalter im Rahmen des von den Thüringer Landgrafen geförderten Landesausbau angelegt wurden. Früher, also vor der Ersterwähnung, war das Gut zeitweise im Eigentum der Herren von Creutzburg. Der Ort gehörte mit dem benachbarten Dürrerhof noch bis zum späten 19. Jahrhundert zum Dorf Stockhausen.
Als Folge der wirtschaftlichen Blüte der Eisenacher Kammgarnspinnerei war die Eisenacher Fabrikantenfamilie von Eichel um 1840 in den Besitz der meisten Gutshöfe nördlich von Eisenach geraten, um so die Schafhaltung als Rohstoffbasis ihrer Spinnerei, selbst zu betreiben. Der benachbarte Dürrerhof wurde zu einem herrschaftlichen Landhaus umgebaut, während der Mittelshof in zentraler Lage als Gutshof neu errichtet wurde. Um den großzügig gestalteten Innenhof lagen Stallungen und Scheunen, Nebengebäude und das Haupthaus des Gutsverwalters. An der Westseite wurde ein kleiner Park mit Teich angelegt. Von dem Gebäudekomplex blieben nur wenige Gebäude erhalten, die meisten Nebengebäude wurden in den 1990er Jahren in ruinösem Zustand abgebrochen, da ihre Sanierung unwirtschaftlich erschien.
1879 wurden, basierend auf der Volkszählung von 1875, erstmals statistische Angaben zum Ort publiziert. Im Ort, der noch Metzelsroda genannt wurde, lebten 20 Einwohner. Die Größe der Flur betrug 87,1 ha, davon Höfe und Gärten 0,8 ha, Wiesen 3,1 ha und Ackerfläche 59,4 ha, Wald 4,1 ha, Teiche, Bäche  und  Flüsse  0,5 ha, auf Wege, Triften, Ödland und Obstbauplantagen entfielen 6,2 ha.
In den 1930er Jahren entstand in der Flur des Mittelshofes an der Ostseite der nach Hötzelsroda führenden Eisenacher Straße zwischen der historischen Ortslage von Hötzelsroda und dem Dürrerhof die sogenannte „Siedlung“, heute der südliche Siedlungsteil von Hötzelsroda, mit dem markanten Wasserturm. Diese Werkssiedlung für das ehemalige BMW-Flugmotorenwerk am Dürrerhof reicht vom südlichen Ortsrand Hötzelsrodas bis unmittelbar nördlich des Einkaufszentrums PEP.
Eine deutliche Erweiterung erlangte die Bebauung im Bereich Mittelshof ab den 1990er Jahren. In der Flur zwischen Dürrerhof und Mittelshof wurde ab Anfang der 1990er Jahre das Gewerbegebiet an der Dürrerhofer Allee errichtet, es ist Standort mehrerer Speditions- und Logistikunternehmen. Kaum 500 m nördlich des Mittelshofes am Wartenberg siedelte sich in dieser Zeit der Eisenacher Betriebsteil der Robert Bosch GmbH an. Zur Verbesserung der Verkehrsanbindung wurde eine neue Kreisstraße von Stregda über den Mittelshof nach Stockhausen und Großenlupnitz gebaut. Unmittelbar östlich des ehemaligen Gutshofes entstand das Einkaufszentrum PEP (Abkürzung für Prima Einkaufs Park) Neben dem Einkaufszentrum sind dort eine Tankstelle, zwei Autohäuser und verschiedene Dienstleistungsunternehmen beheimatet. Entlang der Westseite der Eisenacher Straße wurden in mehreren Ausbauphasen etwa 100 Wohnhäuser errichtet, so dass der Mittelshof heute mit Hötzelsroda baulich verschmolzen ist.